# Siria en los Juegos Olímpicos de Moscú 1980
Siria estuvo representada en los Juegos Olímpicos de Moscú 1980 por un total de 67 deportistas, 65 hombres y 2 mujeres, que compitieron en 7 deportes.
El equipo olímpico sirio no obtuvo ninguna medalla en estos Juegos.